# NBC Studios
NBC Studios era también un nombre anterior para la división de producción de la NBC, que ahora es Universal Media Studios, anteriormente NBC Universal Television Studio.
The NBC Studios son los dos centros de estudio de televisión que pertenece a la National Broadcasting Company, con uno de ellos se encuentra en el interior del Edificio GE del Rockefeller Center en Nueva York, y el otro situado en Universal City, California, en las afueras de Los Ángeles.
Un tercer centro de producción de la NBC, la NBC Tower, se encuentra en Chicago, Illinois. También hay un centro secundario, que sirve como un alivio para los estudios de Nueva York, en Marblehead (Massachusetts). NBC Studios era también el nombre de la rama de producción de la red (previamente, NBC Productions), antes de ser incorporado en las operaciones de televisión de Universal Pictures, la formación del NBC Universal Television Studio, ahora conocido como Universal Media Studios.

## Los estudios en Nueva York

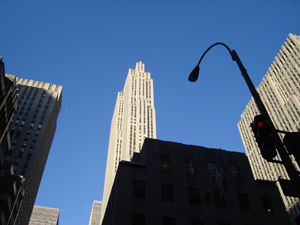
30 Rockefeller Center, también conocido como el Edificio GE, es el sede mundial de NBC.

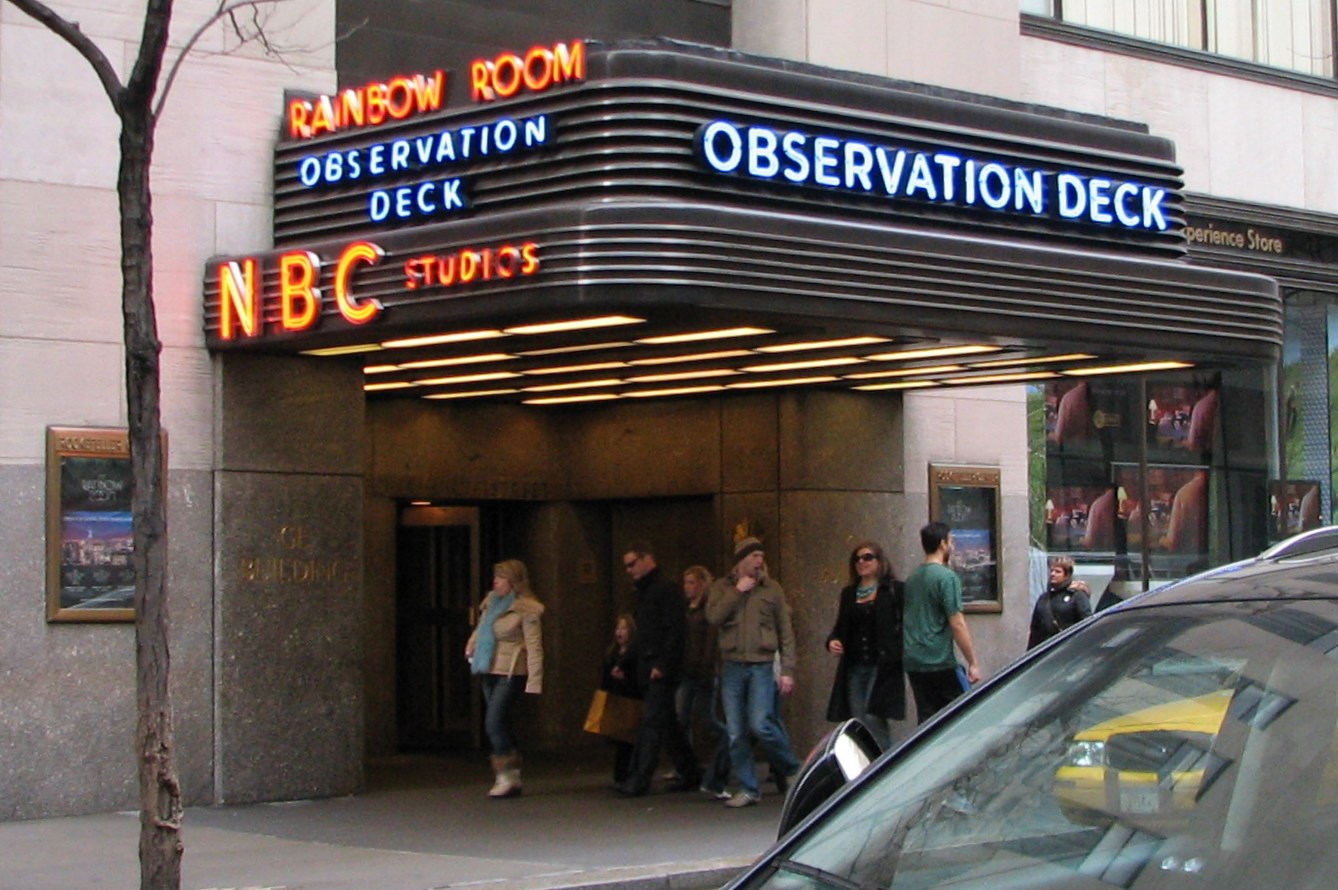
Entrada del Edificio GE

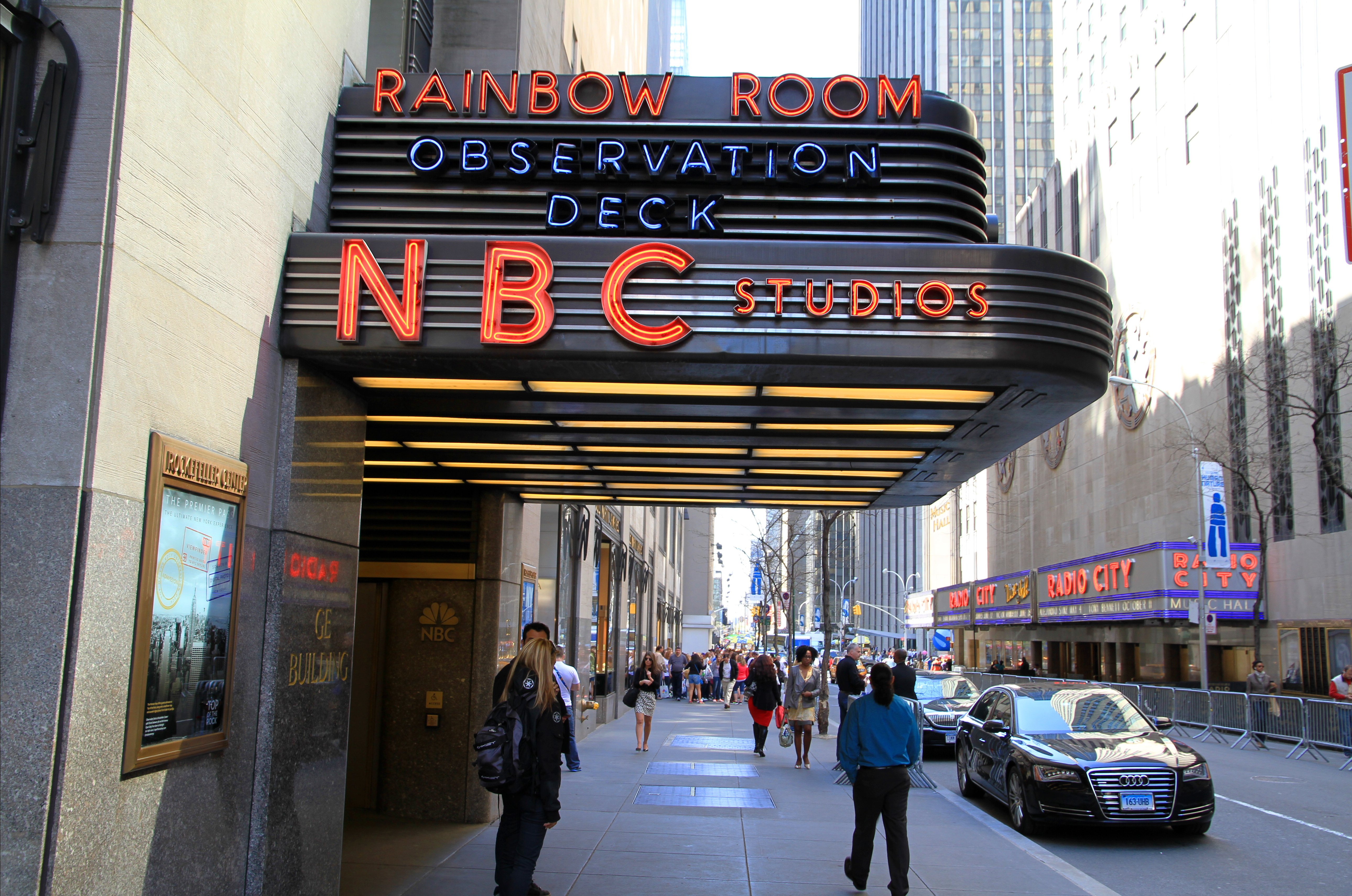
NBC Studios

Situado en el número 30 de Rockefeller Plaza (en 49th Street, entre la Quinta Avenida y la Sexta) en Manhattan, el Edificio GE alberga la sede de la cadena de televisión NBC, su matriz General Electric, y la estación WNBC (Canal 4), así como MSNBC, un canal de noticias en cable.
Cuando NBC Universal se reubicó, la MSNBC se unió a la red de Nueva York en ese día también. El nuevo estudio/sede de NBC News y MSNBC se encuentran en la misma zona.
Los NBC Radio City Studios primeramente comenzaron a operar a principios de 1930, y las visitas a los estudios comenzaron en 1933. La NBC ofrece a los turistas, previo pago, visitas guiadas a sus estudios de Nueva York.
Debido a la preponderancia de los estudios de radio, esa sección del complejo del Rockefeller Center se hizo conocida como Radio City (y dio su nombre a Radio City Music Hall, un lugar gigantesco y famoso por el teatro y películas ubicados en el Radio City). Incluso en la presente década, las entradas para programas hechos en Rockefeller Plaza 30 llevan la leyenda "Radio City".

### Programas grabados
Entre los programas que se originaron en Rockefeller Plaza 30, se cuentan los siguientes:
| Programa                                     | Cadena/Estación  | Años de grabaciones  | Estudio                          |
| -------------------------------------------- | ---------------- | -------------------- | -------------------------------- |
| 30 Rock (escenas exteriores)                 | NBC              | 2006–2013            | Varios estudios                  |
| Call My Bluff                                | NBC              | 1965                 | 6-A                              |
| The Caroline Rhea Show                       | Sindicación      | 2002–2003            | 8-G                              |
| Concentration                                | NBC              | 1958–1973            | 8-G                              |
| Countdown with Keith Olbermann               | MSNBC            | 2007–2011            | 1-A                              |
| Dateline NBC                                 | NBC              | 1992–presente        | 1-A                              |
| The Doctors                                  | NBC              | 1963–1982            | 3-B/3-A                          |
| Dough Re Mi                                  | NBC              | 1958–1960            | 6-A                              |
| Dr. Nancy                                    | MSNBC            | 2009–2009            | 3-A                              |
| The Dr. Oz Show                              | Sindicación      | 2009–2012            | 6-A                              |
| Early Today                                  | NBC              | 1999–presente        | 6-E                              |
| The Ed Show                                  | MSNBC            | 2009–presente        | 3-A/6-E                          |
| Football Night in America                    | NBC              | 2006–presente        | 8-G, 8-H                         |
| He Said, She Said                            | Sindicación      | 1968                 |                                  |
| House Party with Steve Doocy                 | Sindicación      | 1990                 | 6-C                              |
| How to Survive a Marriage                    | NBC              | 1974–1975            | 8-G                              |
| Huntley-Brinkley Report                      | NBC              | 1956–1970            | 6-B                              |
| Jackpot                                      | NBC              | 1974–1975            | 8-G                              |
| Jeopardy!                                    | NBC              | 1964–1975            | 8-G                              |
| Last Call with Carson Daly                   | NBC              | 2002–2005            | 8-G                              |
| Late Night with Conan O'Brien                | NBC              | 1993–2009            | 6-A                              |
| Late Night with David Letterman              | NBC              | 1982–1993            | 6-A                              |
| Late Night with Jimmy Fallon                 | NBC              | 2009–2014            | 6-B (2009-2013); 6-A (2013-2014) |
| Late Night with Seth Meyers                  | NBC              | 2014–presente        | 8-G                              |
| Live at Five                                 | WNBC             | 1980–2007            | 6-B                              |
| Match Game                                   | NBC              | 1962–1969            | 8-H                              |
| Memory Game                                  | NBC              | 1971                 | 6-A                              |
| Missing Links                                | NBC              | 1963–1964            | 6-A                              |
| Morning Joe                                  | MSNBC            | 2007–presente        | 3-A                              |
| Morning Meeting with Dylan Ratigan           | MSNBC            | 2009                 | 3-A                              |
| MSNBC Live                                   | MSNBC            | 2007–presente        | 3-A                              |
| NBC News at Sunrise                          | NBC              | 1983–1999            |                                  |
| NBC Nightly News                             | NBC              | 1970–presente        | 8-G, 3-K, 3-C, 3-B               |
| NBC Sports Studio Shows                      | NBC              | 1947–presente        |                                  |
| News 4 New York                              | WNBC             | 1941–presente        | 3-B, 6-B, 7-E, 3-C               |
| PDQ (episodios en Nueva York)                | Sindicación      | 1965–1969            | 8-G                              |
| Personality                                  | NBC              | 1967–1969            | 6-A                              |
| The Phil Donahue Show                        | Sindicación      | 1985–1996            | 8-G                              |
| Play Your Hunch                              | NBC              | 1959–1963            | 6-B                              |
| Reach for the Stars                          | NBC              | 1967                 | 6-A                              |
| The Rachel Maddow Show                       | MSNBC            | 2008–presente        | 3-A                              |
| The Rosie O'Donnell Show                     | Sindicación      | 1996–2002            | 8-G                              |
| Sale of the Century                          | NBC, Sindicación | 1969–1974            | 8-G                              |
| Saturday Night Live                          | NBC              | 1975–presente        | 8-H                              |
| Say When!!                                   | NBC              | 1961–1965            | 6-A                              |
| Shoot For the Stars                          | NBC              | 1977                 | 6-A                              |
| Somerset                                     | NBC              | 1970–1976            | 6-C                              |
| Split Personality                            | NBC              | 1959–1960            | 6-A                              |
| Tic-Tac-Dough                                | NBC              | 1956–1959            | 8-G                              |
| Today                                        | NBC              | 1952–presente        | 1-A                              |
| To Tell the Truth                            | Sindicación      | 1971–1978; 1980–1981 | 8-G, 8-H, 6-A                    |
| The Tonight Show (Jack Paar y Johnny Carson) | NBC              | 1957–1972            | 6-B                              |
| The Tonight Show Starring Jimmy Fallon       | NBC              | 2014–presente        | 6-B                              |
| Treasure Hunt                                | NBC              | 1957–1959            | 8-G                              |
| Twenty One                                   | NBC              | 1956–1958            | 8-G                              |
| What's My Line?                              | Sindicación      | 1971–1975            | 6-A                              |
| The Who, What, or Where Game                 | NBC              | 1969–1974            | 6-A, 8-H                         |
| Verdict with Dan Abrams                      | MSNBC            | 2007–2008            | 3-A                              |
| Way Too Early with Willie Geist              | MSNBC            | 2009–Presente        | 3A                               |
| Word for Word                                | NBC              | 1963–1964            | 6-A                              |
| You're Putting Me On                         | NBC              | 1969                 | 6-A                              |

## Los estudios en Burbank
El centro de producción de NBC en la Costa Oeste se encuentra en West Alameda Avenue 3000, en el suburbio de Burbank (Los Ángeles), a pocos kilómetros al noreste de la zona de Hollywood.
Aunque la primera fase de este proyecto se completó en septiembre de 1952 y se transmitieron desde allí algunos programas en blanco y negro durante dos años, la instalación fue inaugurada oficialmente el 27 de marzo de 1955. Se conocía entonces como NBC Color City, ya que se decía que un estudio recientemente completado en el complejo era el primer estudio de televisión equipado exclusivamente para radiodifusión en color.
La siguiente fase completa del proyecto se completó en noviembre de 1962, que acogió el traslado de la estación de KNBC en Los Ángeles, en el Canal 4, de Hollywood a Burbank. El Canal 4 cambió sus letras de señal de KRCA a KNBC en el vez del traslado.
De hecho, fue el primer estudio mayor de televisión en color en el país que fue construido desde cero. Hoy en día, además, es la sede de la estación de KNBC, que también alberga las operaciones para emisión de NBC en la Costa Oeste y su oficina de noticias en Los Ángeles, así como KVEA (Canal 52), una estación local propiedad de la red en español Telemundo.
Los estudios de Warner Bros. y The Walt Disney Company (incluyendo ABC) se encuentran cerca, en el mismo barrio.
Este estudio fue responsable de la producción de algunos de los mejores concursos y programas de variedad desde la década de 1960 hasta la década de 1990, como The Tonight Show, desde 1972, cuando Johnny Carson trasladó el programa a California desde Nueva York, hasta 2009, cuando Jay Leno pasó el testigo como presentador a Conan O'Brien. The Tonight Show with Conan O'Brien se rodó a pocos kilómetros de Universal Studios. Sin embargo, cuando Leno regresó como presentador de The Tonight Show en 2010, The Tonight Show una vez más se grabó desde Burbank.

### Traslado a Universal City
A mediados de octubre de 2007, la cadena anunció su intención de trasladar la mayoría de sus operaciones en 2011 de Burbank a un nuevo complejo en la calle de Universal Studios Hollywood en Universal City. Mantendría una presencia en su oficina actual en Burbank, aunque la mayoría del complejo del estudio se vendería. La Universal City Station en la Línea Roja del Metro de Los Ángeles ocupa en la actualidad la futura sede de NBC West Coast.
Como parte de los preparativos para el traslado, The Ellen DeGeneres Show se trasladó a los estudios de Warner Bros en 2008. Y, cuando Conan O'Brien asumió la presentación de The Tonight Show en 2009, el programa se trasladó a un estudio totalmente digital en Universal Studios Backlot. Después de algunos problemas entre el The Jay Leno Show y The Tonight Show with Conan O'Brien, lo que provocó la salida de O'Brien de NBC, The Tonight Show continuó sus emisiones desde los estudios de NBC en Burbank, aunque el programa se trasladó del estudio 3 al estudio 11. Desde el 1 de marzo de 2010 y hasta el año 2018, The Tonight Show se graba desde el estudio 11.

### Historia de programación
| Programa                                                       | Cadena/Estación               | Años de grabaciones        | Estudio    |
| -------------------------------------------------------------- | ----------------------------- | -------------------------- | ---------- |
| Access Hollywood                                               | Suzuki Productions            | 1996–presente              | 1, 5       |
| Access Hollywood Live                                          | Sindicación                   | 2010–presente              | 1          |
| The All-New Jeopardy!                                          | NBC                           | 1978–1979                  | 3          |
| All Star Secrets                                               | NBC                           | 1979                       |            |
| Amen                                                           | NBC                           | 1986–1991                  |            |
| The Andy Williams Show                                         | NBC                           | 1962–1967; 1969-1971       |            |
| An Evening with Fred Astaire (TV special)                      | NBC                           | 1958                       |            |
| Baffle                                                         | NBC                           | 1973–1974                  |            |
| Battlestars                                                    | NBC                           | 1981–1982; 1983            | 3          |
| Blank Check                                                    | NBC                           | 1975                       |            |
| Blockbusters                                                   | NBC                           | 1980–1982; 1987            | 1, 2, 3, 4 |
| Bullseye                                                       | Sindicación                   | 1980                       |            |
| Card Sharks                                                    | NBC                           | 1978–1981                  | 3, 4       |
| Celebrity Sweepstakes                                          | NBC, Sindicación              | 1974–1977                  |            |
| Chain Letter                                                   | NBC                           | 1966                       |            |
| Chain Reaction                                                 | NBC                           | 1980                       | 2, 4       |
| Channel 4 News                                                 | KNBC                          | 1962–presente              | 5"N",10    |
| Chico and the Man                                              | NBC                           | 1974–1978                  |            |
| Classic Concentration                                          | NBC                           | 1987–1991                  | 3          |
| C.P.O. Sharkey                                                 | NBC                           | 1976–1978                  | 3          |
| Days of our Lives                                              | NBC                           | 1965–presente              | 9          |
| The Dean Martin Show                                           | NBC                           | 1965–1974                  |            |
| Dream House                                                    | NBC                           | 1983–1984                  | 3          |
| Designing Women                                                | CBS                           | 1986–1987                  |            |
| The Don Knotts Show                                            | NBC                           | 1970–1971                  |            |
| The Don Rickles Show                                           | NBC                           | 1968–1969                  |            |
| The Ellen DeGeneres Show                                       | Sindicación                   | 2003–2008                  | 11         |
| Elvis (programa de 1968) (programa especial con Elvis Presley) | NBC                           | 1968                       |            |
| The Facts of Life                                              | NBC                           | 1987–1988                  |            |
| Family Feud                                                    | Sindicación                   | 2000–2003                  | 1          |
| Fight Back! with David Horowitz                                | Sindicación                   | 1980–1992                  | 5"P"       |
| The Flip Wilson Show                                           | NBC                           | 1970–1974                  |            |
| A Man and His Music (programa especial con Frank Sinatra)      | NBC                           | 1965                       |            |
| The Fresh Prince of Bel-Air                                    | NBC                           | 1993–1996                  | 11         |
| The Funny Side                                                 | NBC                           | 1971-1972                  |            |
| Generations                                                    | NBC                           | 1989–1991                  |            |
| Go                                                             | NBC                           | 1983–1984                  | 2          |
| The Gong Show                                                  | NBC, Sindicación              | 1976–1979                  |            |
| High Rollers                                                   | NBC                           | 1974–1976; 1978–1980       | 3          |
| Hit Man                                                        | NBC                           | 1983                       |            |
| Hollywood Squares                                              | NBC, Sindicación              | 1966–1980; 1986            | 3          |
| Hot Potato                                                     | NBC                           | 1984                       | 2          |
| In the House                                                   | NBC, United Paramount Network | 1995–1999                  |            |
| I'll Bet                                                       | NBC                           | 1965                       |            |
| It Could Be You                                                | NBC                           | 1956–1961                  |            |
| It Pays to Be Ignorant                                         | Sindicación                   | 1973–1974                  |            |
| It Takes Two                                                   | NBC                           | 1969–1970                  |            |
| It's Anybody's Guess                                           | NBC                           | 1977                       | 3          |
| It's Your Bet                                                  | Sindicación                   | 1969–1973                  |            |
| The Jay Leno Show                                              | NBC                           | 2009–2010                  | 11         |
| The John Davidson Show                                         | Sindicación                   | 1980–1981                  |            |
| Just Men                                                       | NBC                           | 1983                       | 2          |
| Last Call with Carson Daly                                     | NBC                           | 2005–2009                  |            |
| Let's Make a Deal                                              | NBC, Sindicación              | 1963–1968; 1984–1985; 2003 | 1, 4       |
| Letters to Laugh-In                                            | NBC                           | 1969                       |            |
| Match Game-Hollywood Squares Hour                              | NBC                           | 1983–1984                  | 3          |
| Make Your Own Kind of Music                                    | NBC                           | 1971                       |            |
| Mindreaders                                                    | NBC                           | 1979–1980                  |            |
| The Midnight Special                                           | NBC                           | 1972–1983                  | 4          |
| The Nat King Cole Show                                         | NBC                           | 1956–1957                  |            |
| PDQ                                                            | Sindicación                   | 1965–1969                  |            |
| Passions                                                       | NBC, The 101 Network          | 1999–2008                  |            |
| Password Plus                                                  | NBC                           | 1979–1982                  | 3          |
| People Are Funny                                               | NBC                           | 1956–1961; 1984            |            |
| People Will Talk                                               | NBC                           | 1963                       |            |
| Punky Brewster                                                 | NBC, Sindicación              | 1984–1988                  | 11         |
| Real People                                                    | NBC                           | 1979–1984                  |            |
| Rowan & Martin's Laugh-In                                      | NBC                           | 1968–1973                  |            |
| Sale of the Century                                            | NBC, Sindicación              | 1983–1989                  | 3          |
| The Sammy Davis, Jr. Show                                      | NBC                           | 1966                       |            |
| Sanford and Son                                                | NBC                           | 1972–1977                  | 3          |
| Santa Bárbara                                                  | NBC                           | 1984–1993                  | 11         |
| Saved by the Bell                                              | NBC                           | 1989–1993                  |            |
| Saved by the Bell: The New Class                               | NBC                           | 1993–2000                  |            |
| Scrabble                                                       | NBC                           | 1984–1990; 1993            | 2          |
| Sonny With a Chance                                            | Disney Channel                | 2008–2009                  | 11         |
| Super Password                                                 | NBC                           | 1984–1989                  | 3          |
| Supermarket Sweep                                              | PAX TV                        | 2000–2004                  | 1          |
| Time Machine                                                   | NBC                           | 1985                       |            |
| To Say the Least                                               | NBC                           | 1977–1978                  |            |
| To Tell The Truth                                              | NBC, Sindicación              | 1990–1991; 2000–2002       | 1, 3       |
| The Tonight Show (Johnny Carson y Jay Leno)                    | NBC                           | 1972–2009; 2010–2014       | 1, 3, 11   |
| Three for the Money                                            | NBC                           | 1975                       |            |
| This is Your Life                                              | NBC                           | 1958–1961                  |            |
| Truth or Consequences                                          | NBC                           | 1960–1965                  |            |
| Tomorrow                                                       | NBC                           | 1973–1974; 1977–1979       | 1          |
| Twenty One                                                     | NBC                           | 2000                       | 1          |
| The Weakest Link                                               | NBC, Sindicación              | 2001-03                    | 1          |
| Welcome Back, Kotter                                           | ABC                           | 1975-76                    |            |
| What's This Song?                                              | NBC                           | 1964–1965                  |            |
| Wheel of Fortune                                               | NBC, Sindicación              | 1975–1989                  | 4          |
| Wordplay                                                       | NBC                           | 1986–1987                  | 4          |
| You Bet Your Life                                              | NBC                           | 1960–1961                  |            |
| You Don't Say!                                                 | NBC                           | 1963–1969                  |            |
| Your Number's Up                                               | NBC                           | 1985                       | 2          |

## NBC Tower

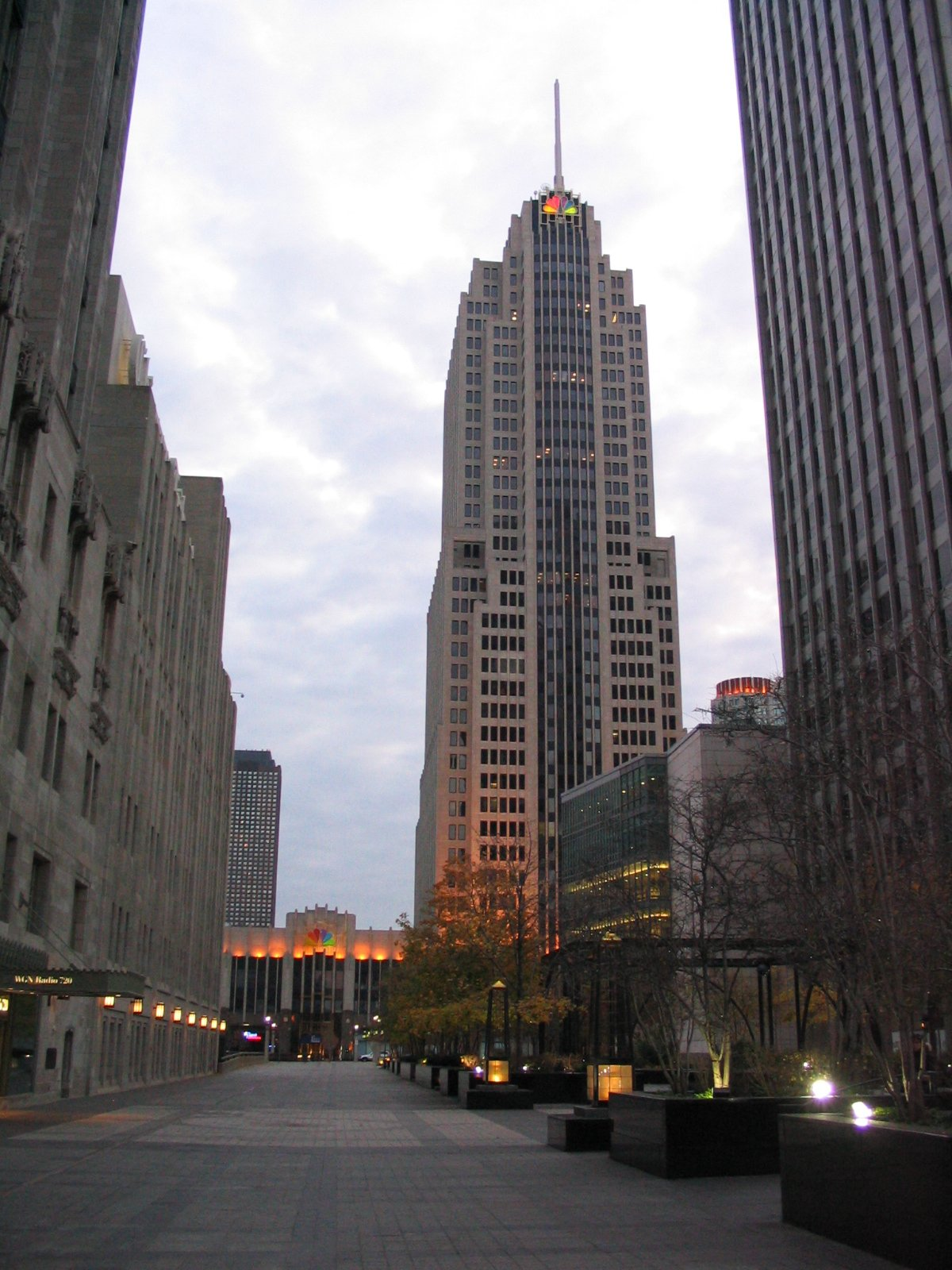
El NBC Tower en Chicago, Illinois

El estudio de NBC situado en Chicago se ubica en el número 454 de North Columbus Drive, en la zona conocida como Magnificent Mile, en el centro de la ciudad de Chicago; la Plaza North Cityfront nº 455 también se utiliza como dirección del edificio. Este edificio abrió en 1989, después de que la cadena trasladase sus oficinas y la estación de WMAQ-TV (Canal 5) desde el piso 20 de Merchandise Mart, donde se había basado desde 1930.
WMAQ y NBC son los inquilinos primarios de este edificio, junto con la sede de Chicago de la estación WSNS (Canal 44), que pertenece a y es operada por Telemundo. Sin embargo, hay otras compañías que conducen negocios aquí, como por ejemplo la emisora de radio WSCR-AM operada por CBS Radio.
Algunos de los programas que se han grabado en este estudio son los siguientes:
- iVillage Live (2007)
- The Jenny Jones Show (1991–2003)
- The Jerry Springer Show (1991–presente; originó aquí desde 1993 hasta 2009)
- Judge Jeanine Pirro
- Judge Mathis (1999–presente)
- Kwik Witz (1996–1999)
- Merv Griffin's Crosswords (2007–presente, solamente los pilotos)
- Sports Action Team (2006–presente)
- The Steve Wilkos Show (2007–2009, se trasladó a Connecticut en 2009)